# Rokycany (Slowakei)
Rokycany (bis 1927 auch „Rokocany“; ungarisch Berki) ist eine Gemeinde im Osten der Slowakei mit 1076 Einwohnern (Stand 31. Dezember 2024) im Okres Prešov, einem Teil des Prešovský kraj, und wird zur traditionellen Landschaft Šariš gezählt.

## Geographie

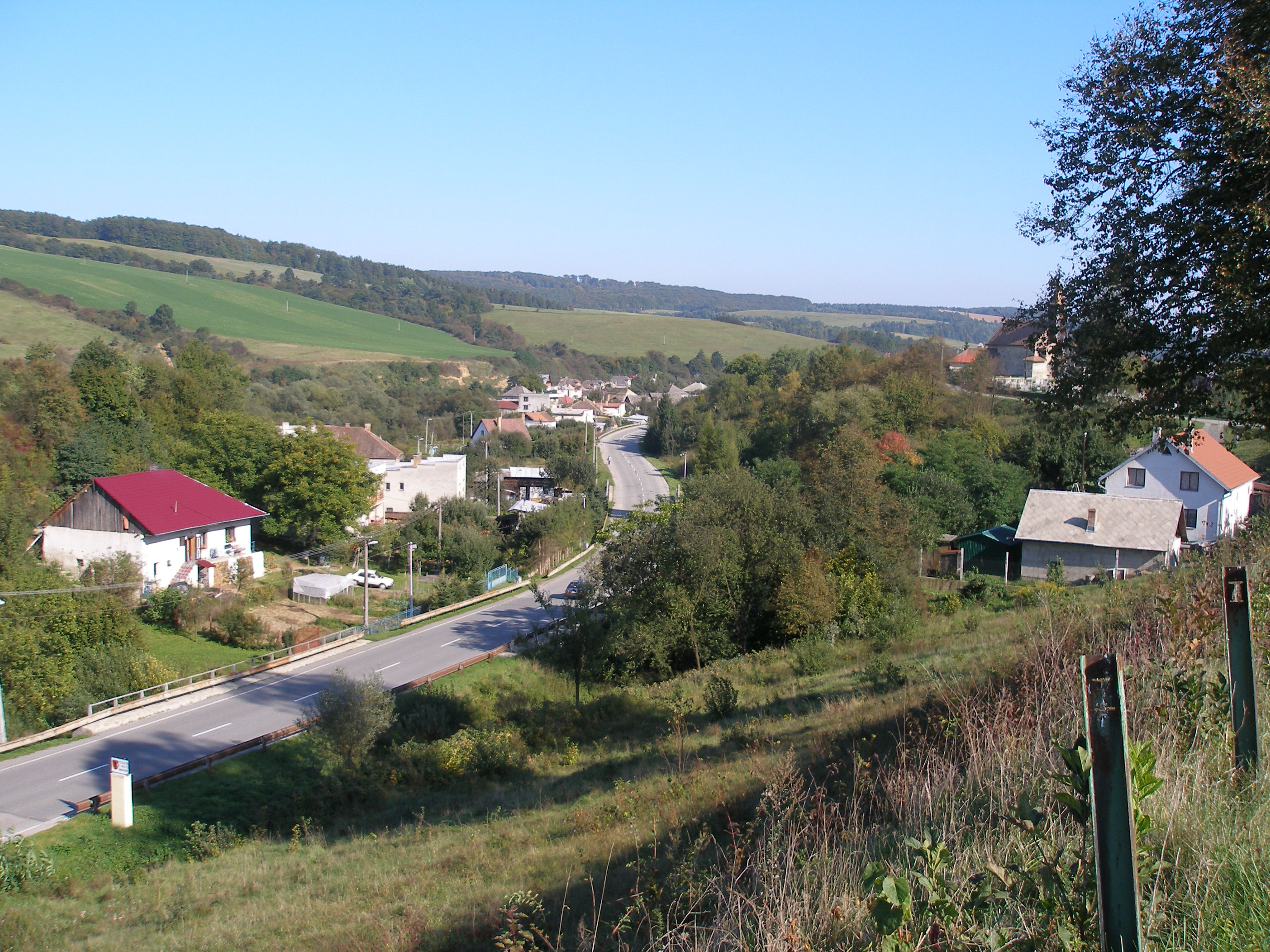
Blick entlang der Hauptstraße

Die Gemeinde befindet sich im Bergland Šarišská vrchovina im Tal des Flüsschens Svinka. Das Ortszentrum liegt auf einer Höhe von 331 m n.m. und ist 12 Kilometer von Prešov entfernt.
Nachbargemeinden sind Kojatice im Norden, Prešov im Nordosten, Radatice im Osten, Janov im Süden, Bajerov im Westen und Brežany im Nordwesten.

## Geschichte
Der Ort wurde zum ersten Mal 1295 als Berky schriftlich erwähnt, zu dieser Zeit war er schon ein entwickeltes Dorf mit einer Mühle. Im zweiten Viertel des 14. Jahrhunderts war Rokycany Besitz des Geschlechts Drugeth, dann lag es Anfang des 15. Jahrhunderts im Herrschaftsgebiet der Burg bei Sokoľ. 1423 besaßen die Adligen von Pavlovce im Komitat Ung die Güter und 1429 kam das Dorf zum Besitz der Stadt Kaschau. Damals hatte die Ortschaft 21 Porta, was einem mittelgroßen Dorf entsprach. In der frühen Neuzeit verarmten die vorher freien Bauern, sodass 1567 und 1588 die Steuerabgabe nur fünf Porta betrug.
1828 zählte man 45 Häuser und 333 Einwohner, die als Fuhrmänner und Landwirte beschäftigt waren, dazu waren sie Saisonarbeiter.
Bis 1918 gehörte der im Komitat Scharosch liegende Ort zum Königreich Ungarn und kam danach zur Tschechoslowakei beziehungsweise heute Slowakei.

## Bevölkerung
| Jahr                | 1994 | 2004     | 2014     | 2024    |
| ------------------- | ---- | -------- | -------- | ------- |
| Anzahl der Personen | 630  | 793      | 1010     | 1076    |
| Unterschied         |      | +25,87 % | +27,36 % | +6,53 % |

| Jahr                | 2023 | 2024    |
| ------------------- | ---- | ------- |
| Anzahl der Personen | 1073 | 1076    |
| Unterschied         |      | +0,27 % |

Nach der Volkszählung 2011 wohnten in Rokycany 934 Einwohner, davon 745 Slowaken, 100 Roma und vier Tschechen. 85 Einwohner machten keine Angabe zur Ethnie.
672 Einwohner bekannten sich zur römisch-katholischen Kirche, 113 Einwohner zur Evangelischen Kirche A. B., 36 Einwohner zur apostolischen Kirche, acht Einwohner zur griechisch-katholischen Kirche und vier Einwohner zur Brüderkirche. Sechs Einwohner waren konfessionslos und bei 95 Einwohnern wurde die Konfession nicht ermittelt.

## Bauwerke
- römisch-katholische Katharinakirche aus dem Ende des 14. Jahrhunderts
- evangelische Kirche aus dem Jahr 1930